# Cryphia eucta
Cryphia eucta är en fjärilsart som beskrevs av George Francis Hampson 1908. Cryphia eucta ingår i släktet Cryphia och familjen nattflyn. Inga underarter finns listade i Catalogue of Life.